# Tony Estanguet
Tony Estanguet (n. 6 mai 1978, Pau, Aquitaine, Franța) este un caiacist ce a reprezentat Franța, medaliat olimpic. A participat la 4 ediții ale Jocurilor Olimpice (2000, 2004, 2008, 2012) în care a câștigat 3 medalii de aur.